# 타깃 필드
타깃 필드(Target Field)는 미국 미네소타주 미니애폴리스에 있는 야구장이다. 미국 메이저 리그 아메리칸리그에 소속된 프로야구팀 미네소타 트윈스의 홈구장으로 2010년 1월 4일 개장했다. 수용인원은 4만 2035명이다. 2014년 메이저 리그 올스타전이 개최되었다.
| 메이저 리그 베이스볼 올스타전 개최 경기장 |                  |                           |
| 2013년                                    | 2014년 타깃 필드 | 2015년                    |
| 시티 필드                                 | 2014년 타깃 필드 | 그레이트 아메리칸 볼 파크 |
|                                           |                  |                           |
|                                           |                  |                           |